# Julian Paeth
Julian Paeth (* 5. März 1987 in Flensburg) ist ein deutscher Schauspieler.
Paeth stand bereits im Alter von fünf Jahren vor der Kamera. Von 1999 bis 2004 verkörperte er seine wohl bekannteste Rolle Philipp „Fiete“ Overbeck in der Kinderserie Die Pfefferkörner.
Sein jüngerer Bruder Jannik ist ebenfalls Schauspieler.

## Filmografie
- 1997: Die Feuerengel (Fernsehserie)
- 1998: Gegen den Wind (Fernsehserie, Folge Ein neues Leben)
- 1998, 2004: Alphateam – Die Lebensretter im OP (Fernsehserie, verschiedene Rollen)
- 1999–2004, 2011: Die Pfefferkörner (Fernsehserie, 37 Folgen)
- 2000–2003: Die Cleveren (Fernsehserie, 6 Folgen)
- 2003: Broti & Pacek – Irgendwas ist immer (Fernsehserie, Folge Die Verschwörung)
- 2004–2013: Der Landarzt (Fernsehserie, 39 Folgen)
- 2004: Hallo Robbie! (Fernsehserie, Folge Flaschenpost)
- 2013: SOKO Köln (Fernsehserie, Folge Die Gunst der Stunde)
- 2014: Heldt (Fernsehserie, Folge Totalschaden)